# Крістоффер Борглі
Крістоффер Борглі (норв. Kristoffer Borgli; нар. 9 серпня 1985, Осло, Норвегія) — норвезький кінорежисер і сценарист, відомий схваленим критиками фільмом «Сценарій сну» (2023) з Ніколасом Кейджем у головній ролі.

## Біографія
Народився в Осло, Норвегія.

## Кар'єра
Першим художнім фільмом Борглі став «DRIB» 2017 року, «справжній документальний фільм, заснований на вигаданому енергетичному напої».
Його другий повнометражний фільм «Мене від себе верне» 2022 року — історія про стосунки, сучасне мистецтво та створення альтернативної ідентичності.
Його фільм 2023 року «Сценарій сну» про звичайного професора коледжу, який раптово досягає популярності після того, як почав з'являтися уві снах мільйонів людей, отримав схвальну оцінку критиків.
У серпні 2024 року стало відомо, що Крістоффер Борглі виступить режисером і сценаристом стрічки «Драма» з Зендаєю та Робертом Паттінсоном у головних ролях, яку продюсуватиме A24.

## Фільмографія
| Рік  | Назва               | Оригінальна назва | Режисер | Сценарист | Монтажер |
| ---- | ------------------- | ----------------- | ------- | --------- | -------- |
| 2017 |                     | DRIB              | Так     | Так       | Ні       |
| 2022 | Мене від себе верне | Syk pike          | Так     | Так       | Так      |
| 2023 | Сценарій сну        | Dream Scenario    | Так     | Так       | Так      |
| 2026 | Драма               | The Drama         | Так     | Так       | Так      |